# باول جاي برادلي
باول جاي برادلي (بالإنجليزية: Paul J. Bradley)‏ هو كاهن كاثوليكي أمريكي، ولد في 18 أكتوبر 1945 في ماكيسبورت في الولايات المتحدة.